# Spirinia parasitifera
Spirinia parasitifera är en rundmaskart som först beskrevs av Bastian 1865.  Spirinia parasitifera ingår i släktet Spirinia och familjen Desmodoridae. Arten är reproducerande i Sverige. Inga underarter finns listade i Catalogue of Life.